# Max Brown
 Max Barnaby Brown (Yorkshire, 10 de fevereiro de 1981) é um ator inglês. Mais conhecido por seus papéis nas séries: Beauty & the Beast, Spooks, The Tudors e Mistresses. Como também por seu papel no filme Turistas.

## Filmografia

### Televisão
| Ano       | Título             | Papel                           | Notas                                      |
| --------- | ------------------ | ------------------------------- | ------------------------------------------ |
| 2016      | The Royals         | Príncipe Robert                 | Elenco principal, Temporada 3              |
| 2015      | Sleepy Hollow      | Orion                           | Episódio 12, Temporada 2                   |
| 2012-2013 | Beauty & the Beast | Evan Marks                      | Elenco principal, Temporada 1              |
| 2010-2011 | Spooks             | Dimitri Levendis                | Regular, Temporadas 9-10                   |
| 2008-2010 | The Tudors         | Edward Seymour                  | 21 episódios, Temporadas 2-3-4             |
| 2010      | Foyle's War        | Adam Wainwright                 | Episódios 1-2-3, Temporada 6               |
| 2008      | Mistresses         | Sam Grey                        | Episódios 1-2-3-4-5-6, Temporada 1         |
| 2006      | Heartbeat          | Pete Grimshaw                   | Episódio 10, Temporada 16                  |
| 2005      | Casualty           | Simon Broughton                 | Episódio 44, Temporada 19                  |
| 2005      | Doctors            | Kenny Parks                     | Episódio 167, Temporada 6                  |
| 2005      | Down to Earth      | Leon                            | Episódio 9, Temporada 5                    |
| 2002      | Crossroads         | Mark Russell                    | Episódios 281-282-283-284-285, Temporada 1 |
| 2002-2005 | Grange Hill        | Grange Hill                     | Regular, Temporadas 24-25                  |
| 1995      | Hollyoaks          | Kristian Hargreaves (2002-2004) |                                            |

### Cinema
| Ano  | Título           | Papel         | Notas          |
| ---- | ---------------- | ------------- | -------------- |
| 2015 | Daisy            | Peter         |                |
| 2014 | Hieroglyph       | Ambrose       | Telefilme      |
| 2012 | Love Tomorrow    | Dominic       |                |
| 2012 | Departure Date   | Kyle          | Curta-metragem |
| 2011 | Flutter          | Wagner        |                |
| 2009 | Act of God       | Richard Short |                |
| 2008 | Daylight Robbery | Doutor        |                |
| 2006 | True True Lie    | Chad          |                |
| 2006 | Turistas         | Liam          |                |
| 2002 | Fallen Angels    | Brad          |                |